# Bensinstationen på Birger Jarlsgatan 68 i Stockholm

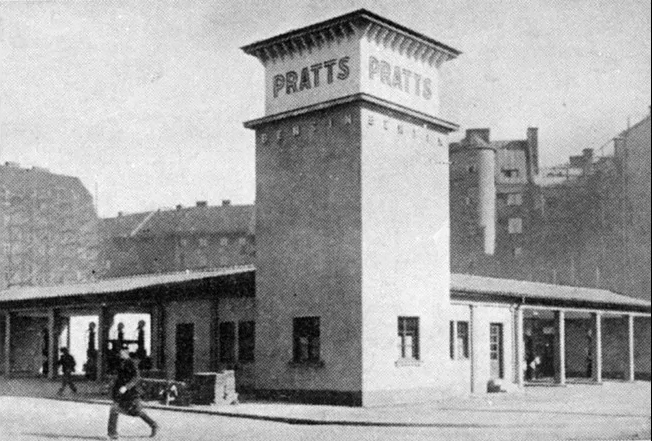
Bensinstationen på Birger Jarlsgatan 68 med varumärket Pratts, 1926

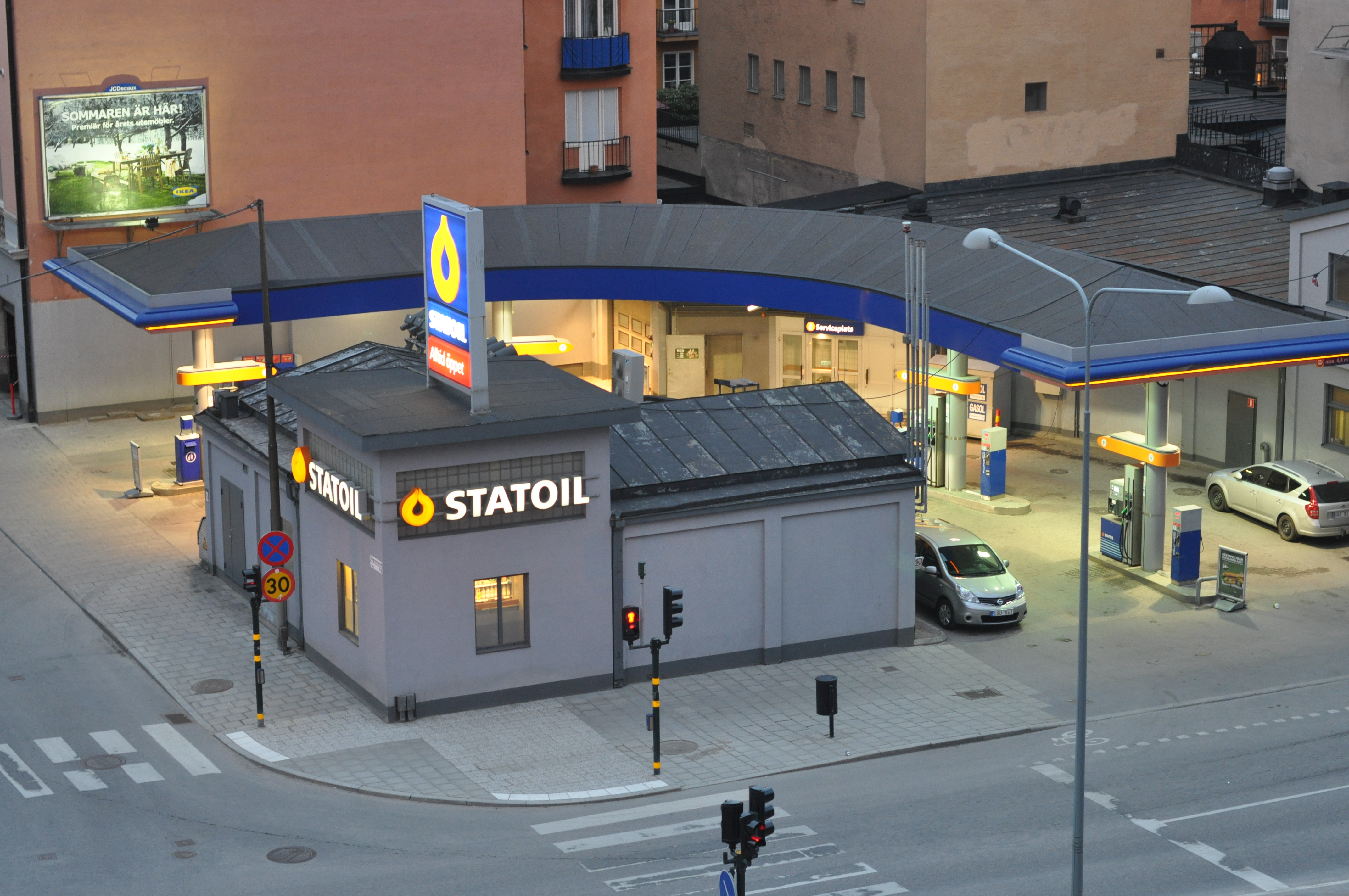
Bensinstationen 2012

Bensinstationen på Birger Jarlsgatan 68 i Stockholm var en bensinstation på fastigheten Sälgen 4 i hörnet Birger Jarlsgatan/Kungsstensgatan. Byggnaden ritades av Sven Wranér i klassicistisk stil och uppfördes 1926.
Den var en av Stockholms första bensinstationer. Den sålde ursprungligen bränsle för Krooks Petroleum, en del av Standard Oil, med varumärket Pratts. Senare har varumärkena varit Standard, Esso, Statoil och senast Circle K.
Från början fanns ett torn med renässansutseende i gathörnet. Tornets översta två våningar revs senare och ersattes senast på 1960-talet med en förstorad reklamoljeburk med Essos varumärke. År 2020 var bensinstationen en av fyra kvarvarande inom tullarna, om man räknar bort Ropsten/Frihamnen. 
Rivningslov samt bygglov för ett bostadshus gavs av Stockholms kommuns stadsbyggnadsnämnd i mars 2021. Stockholms skönhetsråd yttrade sig mot ett sådant beslut.